# Металловидка-гамма
Металловидка-гамма, или совка-гамма, или совка льняная, или богачка гамма (лат. Autographa gamma) — бабочка из семейства совок (Noctuidae). Латинское (как и русское) название происходит от рисунка на передних крыльях, напоминающих букву гамма греческого алфавита.

## Описание
Металловидка-гамма — бабочка среднего размера, размах крыльев 40—48 мм (по другим источникам — 35-40 мм). Окраска передних крыльев от серой до тёмно-бурой или фиолетово-бурой, задние крылья буровато-серые с такого же цвета бахромкой по краю. В центре каждого переднего крыла имеется серебристое пятно, напоминающее букву греческого алфавита гамма. Окраска бабочек во многом зависит от климатических условий местности, где развивалась гусеница.

## Распространение
Распространена практически по всей Европе, в большей части Азии и в Северной Африке. Как правило, взрослые бабочки залетают севернее своего основного ареала. Весной отдельные бабочки достигают Исландии, Гренландии и Финляндии, в некоторые годы бывают массовые миграции. Следующая волна миграции происходит в середине лета. Иногда отмечается и обратная осенняя миграция бабочек в более южные районы.

## Биология

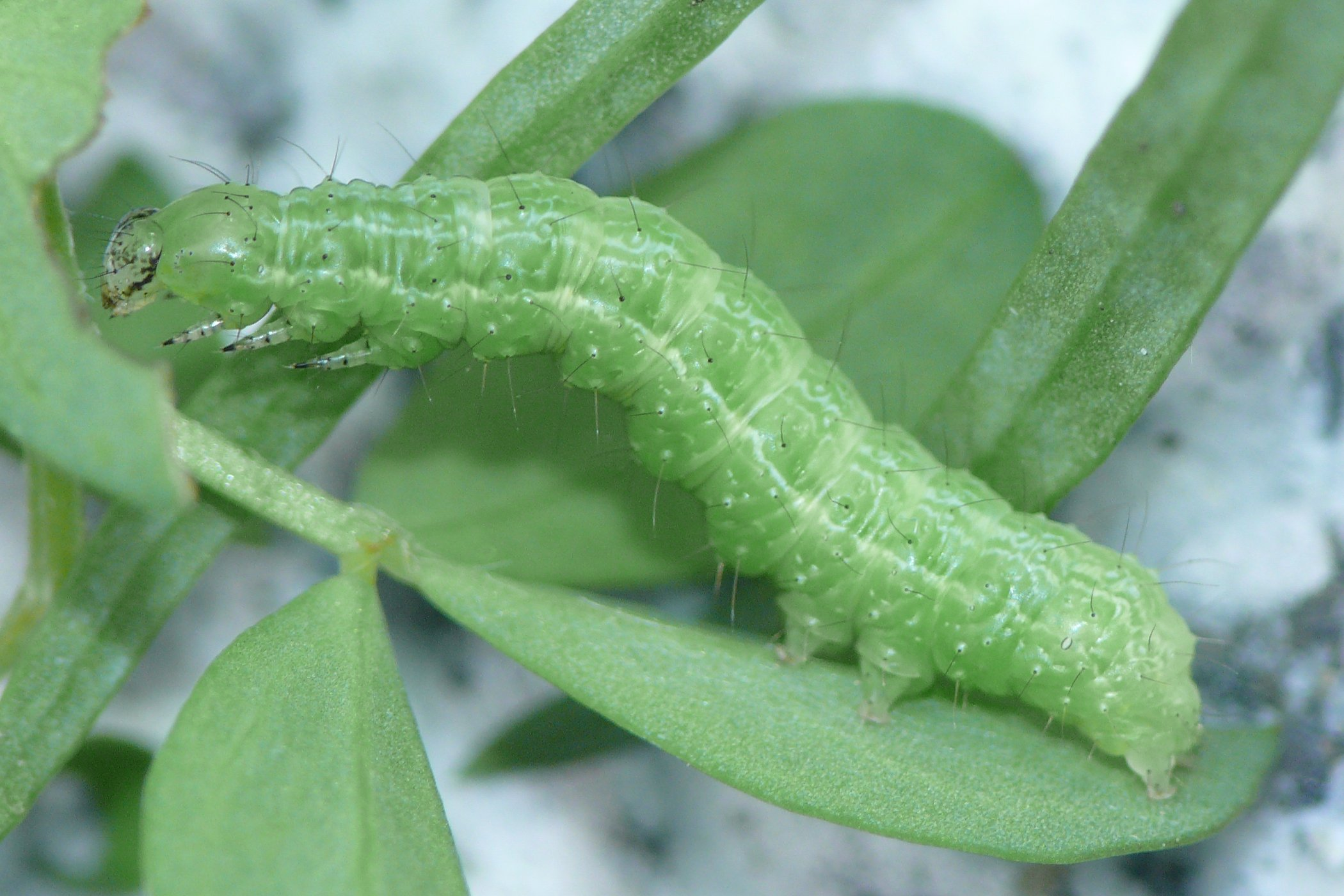
Гусеница совки-гамма

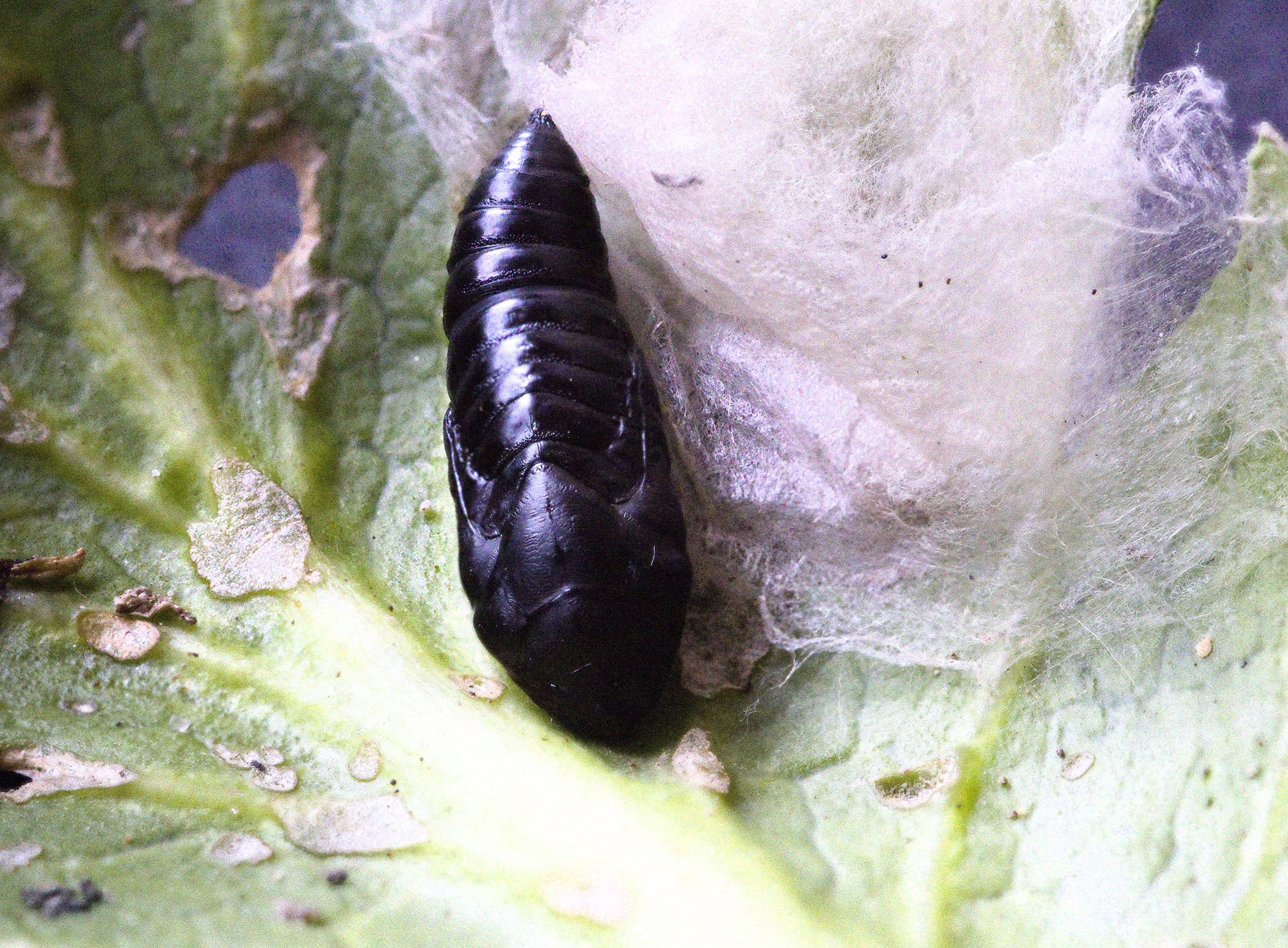
Куколка

Период лёта имаго — с апреля-мая по сентябрь-октябрь.
В отличие от большинства других совок, металловидки-гамма активны не только в вечернее и ночное, но и в дневное время.
Совка-гамма даёт от 1 до 3 поколений в год, в зависимости от региона. В отдельные годы, при благоприятных условиях, на юге ареала может быть 4 неполных поколения. Яйца беловатые, овальные, с ребристой поверхностью; откладываются, как правило, на нижнюю поверхность листьев по 1-2, реже по 3-6. Гусеницы выводятся через 3-7 дней, в холодном климате развитие может затянуться.
Гусеница, как правило, зелёного цвета, с белыми спинными и жёлтыми боковыми линиями, достигает длины до 40 мм, имеет 3 пары брюшных ног. Гусеницы многоядны; известно более 300 видов растений, которыми они питаются, в том числе культурные: горох (Pisum sativum), сахарная свёкла (Beta vulgaris), капуста (Brassica oleracea), лён. В то же время питается и дикорастущими растениями: клевером, крапивой, стальником.
Фаза куколки длится 6-13 дней, иногда дольше. Окраска куколок тёмно-коричневая.
Может зимовать на стадии гусеницы, куколки или имаго.

## Значение
Гусеницы металловидки-гамма относятся к числу наиболее опасных сельскохозяйственных вредителей. Полифаги; могут наносить ущерб овощным, бобовым, эфиромасличным, декоративным и прочим культурам. В общей сложности повреждают около ста видов из 23 семейств. Более молодые гусеницы объедают листья с нижней стороны, не затрагивая эпидермис; гусеницы более старших возрастов выедают сквозные отверстия или обгрызают листья по краям.